# Rita Montero
Rita Lucía Montero (Buenos Aires, Argentina, 4 de mayo de 1928-Argentina, 28 de junio de 2013) fue una actriz de teatro, cine y televisión y cantante argentina.

## Biografía
Nacida en la calle Aráoz 2820 del barrio de Palermo, Buenos Aires, en una familia de clase media afroporteña, fue hija de Severo Miguel Montero y Zelmira Oturbé y  la menor de cinco hermanos (Héctor Miguel, Eduardo Jorge, Antonio Eliseo y Sergio Antonio). Sus abuelos paternos fueron Sergio Pantaleón Montero, un empleado de ferrocarril Oeste y Emilia Solar y los maternos Eliseo Oturbé y Carmen Jesús Cabot. Es descendiente de africanos esclavizados que fueron importados hacia Argentina por Guillermo Brown a mediados del siglo XIX.
En la escuela primaria participó de la Primera Compañía Argentina de Teatro Infantil, de Angelina Pagano en la obra La venganza de las mariposas. Se inició poco antes de cumplir 18 años.

## Carrera
Cuando debutó, en los 40, los diarios publicaron: "una morena aparece en el Teatro Porteño".
A lo largo de su carrera actuó en varias películas durante la época dorada cinematográfica argentina junto a importantes figuras de la escena nacional como George Rigaud, Silvana Roth, Olga Zubarry, José Ruzzo, Guillermo Battaglia, Alberto Barcel, Enrique Chaico, Pablo Cumo, Enrique Muiño, Amalia Sánchez Ariño, Margarita Corona, entre otros.
Debido a sus rasgos exóticos e impactante figura se lució como primera vedette en varias compañías. 
En el interior del país actuó en diversas localidades de Buenos Aires, Chubut, Córdoba, Mendoza, Neuquén, Salta, San Juan, Santa Fe y Tucumán; en el exterior, en diversas localidades sudamericanas: Montevideo (1957 y 1976), Santiago de Chile (1957, 1959 y 1963), Lima (1964), Porto Alegre y San Pablo (ambas en
1973).
Como cantante estudió con la cantante lírica María Naftri. Interpretó tangos, jazz, la música melodía y tropical en varios Café concert, Confiterías, cabarets y boítes. Grabó tres placas discográficas: Un disco con la RCA Víctor en 1961, con la orquesta de Carlos García; en el 2003 hizo Tangos de piel morena con Juan Pugliano.
Fue lady crooner de la orquesta de Barry Moral y de la Jazz Casino de Tito Alberti.

## Filmografía
- 1943: Juvenilia
- 1945: Pampa bárbara
- 1946: Romance musical
- 1948: La muerte camina en la lluvia
- 1948: María de los Ángeles
- 1949: ¿Por qué mintió la cigüeña?
- 1950: Escuela de campeones
- 1951: Sangre negra
- 1954: El grito sagrado
- 1955: ¡Adiós problemas![3]

## Televisión
- Cajita de música, Canal 7
- 1960: El show de Pinocho
- 1954: Hit de la una
- 1984: Sábados de la bondad
- El show de los abuelos, por Canal 13

## Radio
Hizo algunas presentaciones en Radio Belgrano y Radio El Mundo (América y sus canciones en 1954).

## Teatro
- Sangre negra (1945), con Narciso Ibáñez Menta en el Teatro Nacional.
- Mi querida Ruth (1946), dirigida por Antonio Cunill Cabanellas en el Teatro Empire.
- En un viejo patio porteño (1950), con En 1950 actuó en la obra En un viejo patio porteño, con Sara Barrié, Olga Mom, Pablo Lagarde, Perla Grecco, Fernando Borel, entre otros.
- El bikini entró en órbita (1959)
- Vamos al Folies (1959)
- A la hora del té, comida y boíte (1959)
- Carnaval de las flores (1959)
- Carnaval Carioca (1962)
- Miren que cabeza loca (1964)
- Desnudo 64 (1964)
- Martes de Tango (1977)
- Pasión y muerte de Silverio Leguizamón (1983), en el Teatro Municipal General San Martín.
- Como una lluvia de magnolias (2010)[4]

También cantó en la Compañía de Katherine Dunham en el Teatro Casino.

## Últimos años
Vivió desde el 1 de junio de 1989 en la Casa del Teatro hasta su deceso en 2013.

## Homenajes
En 2010, se le entregó un premio homenaje  por su destacada labor y aporte a la cultura afroargentina y a la cultura en general.